# Regentenstraße 210 (Mönchengladbach)

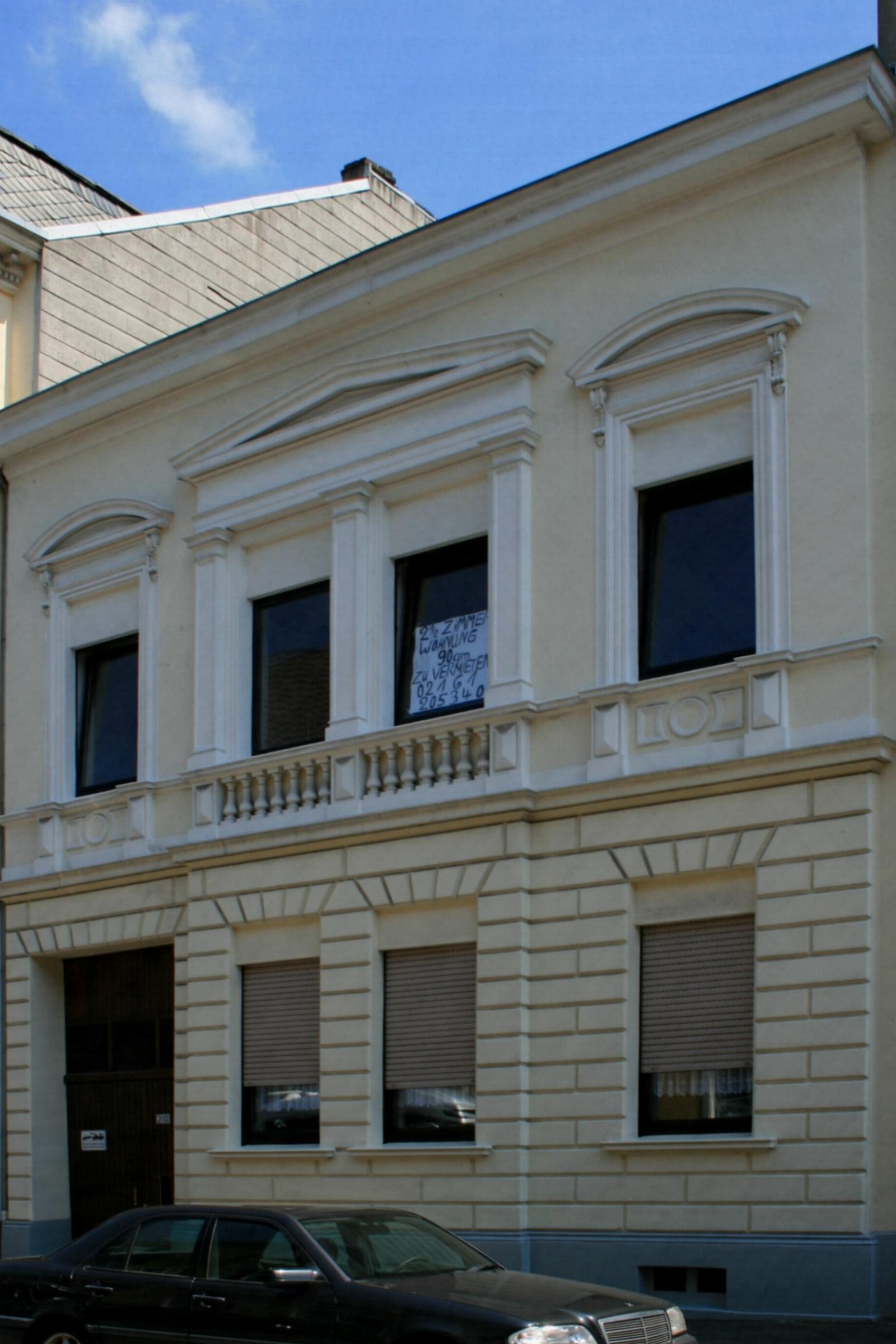
Wohnhaus (2010)

Das Wohnhaus Regentenstraße 210 steht im Stadtteil Eicken in Mönchengladbach (Nordrhein-Westfalen).
Das Gebäude wurde um die Jahrhundertwende erbaut. Es wurde unter Nr. R 074 am 17. Mai  1989 in die Denkmalliste der Stadt Mönchengladbach eingetragen.

## Lage
Das Objekt liegt an der Südseite der Regentenstraße im Umfeld ähnlicher Häuser der Jahrhundertwende. 

## Architektur
Es handelt sich um ein zweigeschossiges, traufenständiges,  vierachsiges Wohnhaus. Das Gebäude ist vermutlich das älteste Haus im fast unversehrten Ensembleverbund der Häuser 204–216.